# 佐藤研
佐藤 研（さとう みがく、あるいは佐藤研眞、-けんしん、1948年7月 - ）は、日本の神学者・宗教学者・禅指導者（三宝禅）。専門は、新約聖書学・初期キリスト教史・禅。。立教大学名誉教授。

## 来歴

### 学歴
1948年に福島県に生まれる。1973年に東京外国語大学外国語学部フランス語学科を卒業後、 東京大学大学院人文科学研究科西洋古典学専門課程に進学。1976年に同修士課程を修了、博士後期課程進学。1982年に単位取得満期退学後、スイスに留学。 1984年、ベルン大学神学部を卒業。

### 職歴
1991年に、立教大学一般教育部人文・社会学科助教授に就任。1995年に文学部キリスト教学科に異動、1997年に教授に昇任、翌1998年にコミュニティ福祉学部教授に異動、2009年にキリスト教学科に戻る。2018年に定年退職、名誉教授に就任。

### 禅とのかかわり
1982年にフーゴ・ラッサールの紹介で参禅を始め、三宝禅の山田耕雲に師事。次いで窪田慈雲、山田凌雲に師事し、2004年より指導者、2020年に嗣法して正師家・窮雲軒佐藤研眞となる。東京、ドイツ、イスラエルで参禅指導を行っている。

## 所属学会
- 日本聖書学研究所（役員）
- 日本新約学会（理事）
- 日本基督教学会
- 日本宗教学会
- 日本オリエント学会
- Studiorum Novi Testamenti Societas（国際新約聖書学会）
- Society of Biblical Literature（米国聖書文学学会）

## 著書

### 単著
- 『聖書の思想とその展開』教文館 1991年
- 『悲劇と福音　原始キリスト教における悲劇的なるもの』清水書院 2001年
  - 清水書院（新装版） 2016年
- 『聖書時代史　新約篇』岩波現代文庫 2003年
- 『禅キリスト教の誕生』岩波書店 2007年
- 『イエスの父はいつ死んだか』聖公会出版 2010年
- 『はじまりのキリスト教』岩波書店 2010年
- 『旅のパウロ』岩波書店 2012年
- 『最後のイエス』ぷねうま舎 2012年
- 『坐禅入門 禅の出帆』ぷねうま舎 2016年

### 共著
- 山我哲雄『旧約新約聖書時代史』教文館 1992年
  - 教文館（改訂版3版） 2008年
- 大貫隆『イエス研究史 古代から現代まで』日本基督教団出版局 1998年
- 滝口鉄夫『聖書の旅』小学館 2000年
- 月本昭男『聖書と日本人』大明堂 2000年
- 笠原芳光『イエスとはなにか』春秋社 2005年
- 鈴木範久・月本昭男・菊地伸二・西原廉太『知の礎 原典で読むキリスト教』聖公会出版 2006年
- NGO「地に平和」編『聖書と現代社会 太田道子と佐藤研を囲んで』新教出版社 2006年

### 翻訳
- H.ブラウン,H.コンツェルマン他『イエスの時代』教文館 1975年
- ルイ・ルプランス＝ランゲ他 芦川進一共訳『イエス・キリスト 世界伝記双書』小学館 1983年
- G.フリートリッヒ『イエスの死　新約聖書におけるその宣教の限界と可能性』日本基督教団出版局 1987年
- H・M・愛宮=ラサール『神体験と禅 神秘的祈りへの手引き』エンデルレ書店 1987年
- 『マルコによる福音書・マタイによる福音書』岩波書店 1995年
- 荒井献共訳『ルカ文書 ルカによる福音書・使徒行伝』岩波書店 1995年
- 小林稔共訳『福音書』岩波書店 1996年
- 編訳『福音書共観表』岩波書店 2005年